# Finsing
Finsing er en kommune i Landkreis Erding i Regierungsbezirk Oberbayern i den tyske delstat Bayern.

## Geografi
Finsing ligger i Region München ved den sydlige udkant af Erdinger Moos cirka halvejs mellem centrum af delstatshovedstaden München og Flughafen München (cirka 24 km væk). Der er 13 km til Erding og 20 km til Ebersberg.
Ud over Finsing er der i kommunen landsbyerne Vorderes Finsingermoos, Hinteres Finsingermoos, Neufinsing, Finsing og Eicherloh.
- Wikimedia Commons har flere filer relateret til Finsing